# چاپ مستقیم روی فیلم
چاپ مستقیم روی فیلم (DTF) یک فرآیند چاپ روی پارچه است. این فرآیند شامل انتقال مستقیم طرح با چاپ آن بر روی یک فیلم خاص و سپس استفاده از پرس حرارتی برای انتقال طرح به یک لباس است. چاپ UV DTF به عنوان یک تکنولوژی مدرن در صنعت چاپ، توانسته است انقلابی در تولید هدایای تبلیغاتی به‌وجود آورد. با توجه به مزایای فوق‌العاده این روش، کسب‌وکارها می‌توانند با استفاده از آن، محصولات سفارشی جذاب‌تری را به مشتریان خود ارائه دهند و در بازار رقابتی امروز موفق‌تر عمل کنند. انتخاب چاپ UV DTF به‌عنوان یک گزینه برای هدایای تبلیغاتی می‌تواند به‌عنوان یک سرمایه‌گذاری هوشمندانه محسوب شود.

## روش کار چاپ مستقیم روی فیلم
چاپ مستقیم روی فیلم (DTF) به روندی اشاره دارد که در آن، تصاویر ابتدا بر روی یک فیلم مخصوص چاپ می‌شود و سپس با استفاده از جوهر UV دار، در دما و فشار خاصی بر روی سطح مورد نظر منتقل می‌گردد. این روش به‌طور خاص برای سطوح مختلفی نظیر فلز، چوب، پلاستیک و گلس مناسب است. یکی از ویژگی‌های بارز این تکنیک، خشک شدن سریع جوهر است که منجر به کاهش زمان تولید و افزایش سرعت در سفارشات می‌شود.

## مزایای چاپ UV DTF
1. کیفیت تصویر بالا: فناوری UV DTF قادر است تصاویری با وضوح و جزئیات بسیار بالا به چاپ برساند که برای هدایای تبلیغاتی بسیار حیاتی است.
2. چسبندگی و ماندگاری: جوهر UV به‌خوبی بر روی سطح می‌چسبد و مقاومت بالایی در برابر خراش، آب و UV دارد، به همین دلیل، محصولات چاپ‌شده با این تکنولوژی از ماندگاری بیشتری برخوردار هستند.[۴]
3. تنوع در مواد چاپی: این روش امکان چاپ بر روی سطوح مختلف را فراهم می‌آورد، به‌طوری که می‌توان از آن برای محصولات مختلف با جنس‌های متفاوت استفاده کرد.
4. سفارشی‌سازی: با چاپ UV DTF، کسب‌وکارها می‌توانند به‌راحتی هدایای تبلیغاتی سفارشی متناسب با نیاز مشتریان خود تولید کنند.

## چاپ UV DTF و کاربرد آن در هدایای تبلیغاتی
چاپ UV DTF (Direct to Film) یکی از نوآوری‌های پرکاربرد در صنعت چاپ است که به‌خصوص در تولید هدایای تبلیغاتی و سفارشی‌سازی محصولات کاربرد فراوانی دارد. این تکنولوژی به تولیدکنندگان امکان می‌دهد تا تصاویری با کیفیت بالا و رنگ‌های زنده را بر روی انواع سطوح چاپ کنند. در ادامه، به بررسی روند کار، مزایا و کاربردهای این تکنیک در هدایای تبلیغاتی خواهیم پرداخت.

### کاربردهای چاپ UV DTF در هدایای تبلیغاتی

#### تیشرت و لباس‌ها
یکی از بیشترین استفاده‌های چاپ UV DTF در تولید تیشرت‌های سفارشی و لباس‌های تبلیغاتی است. این چاپ امکان افزودن لوگو، شعار و تصاویری جذاب را به پارچه‌ها فراهم می‌کند.

#### لوازم التحریر
چاپ بر روی لوازم التحریر مانند خودکار، دفترچه و کارتن‌ها یک روش مؤثر برای تبلیغ برندها است. با استفاده از این روش، می‌توان بر روی این محصولات طراحی‌های خاص و منحصر به فردی را اعمال کرد.

#### هدایای شخصی
هدایای تمدن‌ساز مانند جعبه‌های چای، قهوه و ظروف غذا از دیگر کاربردهای این تکنولوژی هستند. چاپ روی این محصولات به افزایش جذابیت و ارزش آن‌ها کمک می‌کند.

#### تجهیزات مجالس و رویدادها
در تولید تجهیزات مورد نیاز برای مراسم‌ها، مانند تابلوها، بنرها و دیوارپوش‌ها، چاپ UV DTF یک گزینه ایده‌آل به‌شمار می‌آید. این محصولات با طراحی‌های خلاقانه و کیفیت عالی می‌توانند تأثیر زیادی در جلب توجه مهمانان داشته باشند.